# Słuszczyn
 Słuszczyn – wieś sołecka w Polsce położona w województwie mazowieckim, w powiecie lipskim, w gminie Solec nad Wisłą.
W styczniu 1943 żandarmeria niemiecka z posterunku w Lipsku w związku z podejrzeniem współpracy z partyzantami Stanisława Borka, zamordowała jego rodzinę liczącą 6 osób. W listopadzie tego samego roku żandarmi zamordowali rodzinę Pałków a zabudowania spalili.
Wierni Kościoła rzymskokatolickiego należą do parafii św. Jana Chrzciciela w Pawłowicach. W Słuszczynie znajduje się kaplica  pod wezwaniem Miłosierdzia Bożego.